# アサン・ディアオ
アサン・ディアオ・ディアウネ（Assane Diao Diaoune、2005年9月7日 - ）は、セネガル・エンダンガン出身のサッカー選手。セリエA・コモ所属。セネガル代表。ポジションはFW。

## クラブ経歴
セネガルで生まれたが、自身が3歳の時である2008年に家族揃ってスペインのアンダルシア州にあるバダホスへ移住した。その後、地元のCDバダホスへ入団し、同州のクラブを転々とした。2021年にレアル・ベティスのカンテラへ入団すると、加入当初はミッドフィールダーとしてプレーしていたが、在籍中に攻撃的なセンス買われてフォワードへとコンバートした。
2022-23シーズン開幕前にBチームへと昇格すると、2023年7月にクラブとの契約を2027年まで延長した。2023年9月21日、UEFAヨーロッパリーグのレンジャーズFC戦でトップチームデビューを果たし、トップチーム2試合目のグラナダCFとのリーグ戦ではプロ初ゴールも挙げた。
2024-25シーズン途中の2025年1月7日にイタリア・セリエAのコモ1907に完全移籍を果たした。契約期間は2029年6月までの4年半で、移籍金は推定で1100万ユーロ。将来売却時の移籍金の20%をベティスが引き続き保持する権利を得た。

## 代表経歴
2023年からスペインの世代別代表へ召集されており、2023年7月にはU-19スペイン代表としてUEFA U-19欧州選手権2023へ出場した。